# Pietro Gianelli
Pietro Gia(n)nelli (* 11. August 1807 in Terni, Italien; † 5. November 1881 in Rom) war ein italienischer Theologe und Kurienkardinal der römisch-katholischen Kirche.

## Leben
Gianelli studierte an der Universität Perugia in Terni und an der Universität La Sapienza in Rom Philosophie, Theologie sowie Zivil- und Kirchenrecht. Er empfing  1831 die Priesterweihe und erhielt danach den Titel Päpstlicher Hausprälat. Schließlich wurde er Auditor an der Apostolischen Kammer. 1851 wurde er Auditor der Nuntiatur in Neapel, von 1852 bis 1853 bekleidete er dasselbe Amt an der Nuntiatur in Frankreich.
Nach einer Zeit als Auditor der Römischen Rota ab 1852 ernannte ihn Papst Pius IX. im März 1858 zum Nuntius in Neapel und im Monat darauf zum Titularerzbischof von Sardes. Die Bischofsweihe spendete ihm am 6. Juni 1858 Kardinal Costantino Patrizi Naro; Mitkonsekratoren waren Erzbischof Antonio Ligi-Bussi und Bischof Giuseppe Cardoni. 1861 wurde er Pro-Sekretär der Konzilskongregation und im März 1868 deren Sekretär, was er bis 1875 blieb. Dort wurde er ein enger Vertrauter des Kardinalpräfekten Prospero Caterini, dessen konservative Positionen und Haltungen er teilte. Er war an der Vorbereitung des Ersten Vatikanischen Konzils beteiligt, an dem er von 1869 bis 1870 als Konzilsvater teilnahm. Gianelli war ein Unterstützer des päpstlichen Unfehlbarkeitsdogmas.
Im Konsistorium vom 15. März 1875 nahm Pius IX. ihn als Kardinalpriester von Sant’Agnese fuori le mura ins Kardinalskollegium auf. 1877 wurde er Präsident des Päpstlichen Rates für öffentliche Angelegenheiten. Nach dem Tod des Papstes nahm Kardinal Gianelli am Konklave 1878 teil, das Leo XIII. als Papst wählte.
Drei Jahre später starb er 74-jährig in Rom und wurde auf dem Friedhof Campo Verano beigesetzt.